# Model wymagań-kontroli-wsparcia
Model wymagań-kontroli-wsparcia (ang.  job demand-control-support, DCS) –  model teoretyczny wyjaśniający związki między stresem zawodowym a zdrowiem pracowników. W ciągu ostatnich 20 lat zdominował badania empiryczne w tej dziedzinie. Powstał na bazie modelu wymagań pracy-kontroli pracy Roberta Karaska, gdy Johnson i Hall zaproponowali dodanie czynnika wsparcia społecznego. Jest praktyczny, a także oszczędny i łatwo go testować w badaniach. Z tych powodów cieszy się dużą popularnością wśród profesjonalistów w dziedzinie higieny pracy i projektowania stanowisk pracy. Model ten podkreśla, że stresogenne nie są tylko czynniki fizyczne pracy, ale też kładzie nacisk na to, że stres ma społeczny charakter, nie wynikający jedynie z predyspozycji osobowościowych jednostki. Ponadto pozwala na wyodrębnienie stresu pozytywnego, który ma znaczenie w miejscu pracy w równie wielkim stopniu, co stres negatywny.

## Model JD-C

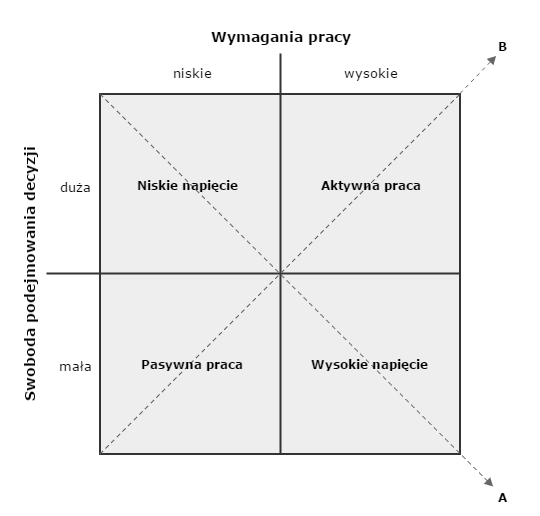
Rysunek ilustrujący ideę dwuwymiarowego modelu wymagań pracy-kontroli pracy (JD-C)

Model wymagań pracy-kontroli pracy (ang. job demand-control, JD-C) został wprowadzony przez w 1979 roku, a następnie rozbudowany i zweryfikowany empirycznie przez Karaska i Toresa Theorella. Głównymi źródłami stresu według modelu JD-C są psychologiczne wymagania pracy oraz swoboda podejmowania decyzji. Te pierwsze odnoszą się obciążenia pracą, natomiast swoboda decyzji, zwana też kontrolą pracy, to zdolność osoby do kontroli aktywności związanej z jej pracą.
Gdy ludzie wykonują pracę o wysokim poziomie wymagań i niewielkiej swobodzie podejmowania decyzji, występuje wysokie napięcie. Wówczas pojawiają się najsilniejsze reakcje stresowe, takie jak choroby układu krążenia czy wyczerpanie. Natomiast niskie napięcie ma związek z niewielkimi wymaganiami i znaczną swobodą podejmowania decyzji. W takiej sytuacji prawdopodobnie wystąpi niższy niż przeciętny poziom reakcji stresowych.
Drugi wymiar modelu to „aktywna/pasywna praca”. Określenie „aktywna praca” ma związek z założeniem, że motywacja, uczenie się i rozwój osobisty jednostki pojawiają się wtedy, kiedy zarówno wymagania pracy, jak i swoboda podejmowania decyzji utrzymują się na wysokim poziomie. Warto zaznaczyć, że wówczas mamy do czynienia z pojęciem „dobrego stresu”, zwanego „eustresem”. Stres ten jest zjawiskiem pozytywnym, ponieważ oddziaływanie stresorów przekłada się bezpośrednio na skuteczne rozwiązywanie problemów. Wskutek tego nie pojawia się napięcie lub jest ono niewielkie. Natomiast pasywna praca ma związek z zanikaniem umiejętności i zdolności, co przypomina zjawisko „wyuczonej bezradności”.

## Dodatkowy wymiar
Rozszerzony model DCS w porównaniu do pierwotnego modelu zawiera również dodatkowy czynnik "wsparcie społeczne w miejscu pracy", który wiąże się z atmosferą w pracy oraz wspólnie wypracowanym zaufaniem wśród współpracowników itp. Został on dodany przez Johnsona i Halla w 1988 r. Dodatkowymi zmianami wprowadzonymi do modelu jest także uzupełnienie go o dwie inne determinanty: izolację i zbiorowość. Model ten ma na celu integrację trzech czynników, z których najbardziej niepożądaną kombinacją jest połączenie wysokich wymagań, małej swobody podejmowania decyzji i niewielkiego wsparcia społecznego. Mamy wówczas do czynienia z tzw. izo-napięciem.

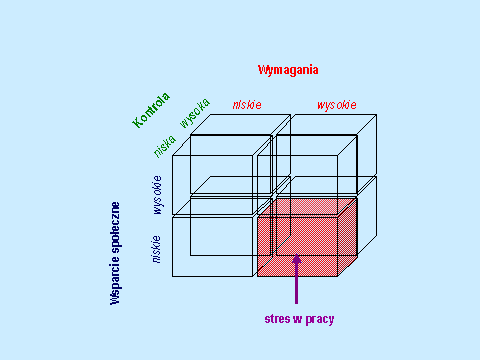
Zdjęcie ilustrujące działanie modelu wymagań-kontroli-wsparcia

Podstawowa hipoteza rozszerzonego modelu mówi o tym, że typy pracy, gdzie wymagania są wysokie, a kontrola niska, są też ubogie we wsparcie społeczne (wysokie izo-napięcie) i przynoszą największe ryzyko chorób. Zostało to empirycznie potwierdzone w licznych badaniach nad chronicznymi chorobami. Dodanie wymiaru wsparcia społecznego jasno potwierdza, że istnieje potrzeba jakiejś teorii stresu pracy z uwzględnieniem relacji społecznych w miejscu pracy. Wsparcie społeczne buforuje (osłabia) obciążenie (napięcie) psychologiczne i może zależeć od stopnia społecznych i emocjonalnych integracji oraz zaufania między współpracownikami a kierownikami itp. – „społeczno-emocjonalne wsparcie”. Dodanie trzeciego wymiaru czyni perspektywę modelu wymagań-kontroli bardziej użyteczną w przemianach pracy. Zmiany w relacjach społecznych między pracownikami (np. autonomicznymi grupami pracowników) i zmiany w swobodzie podejmowania decyzji są niemalże nierozłączne w procesach przemiany pracy.
Liczne badania nad przewlekłymi chorobami potwierdziły hipotezę o tym, że rodzaje prac, gdzie występuje wysokie izo-napięcie (wysokie wymagania, niska kontrola, ubogość wsparcia społecznego) podwyższają ryzyko chorób. Wsparcie społeczne osłabia psychologiczne napięcie i zależy od stopnia zaufania, jakim darzą się pracownicy, kierownicy itp. oraz od występowania społeczno-emocjonalnych integracji między nimi. Uwzględnianie wymiaru wsparcia społecznego w modelu DCS sprawia, że będzie on bardziej użyteczny w przemianach pracy. Całkowite, teoretyczne ujęcie wpływu trzeciego wymiaru na czynniki stresujące w pracy wymaga dalszych badań, ponieważ jest to bardzo złożony problem.

## Hipotezy badawcze
Po przyjrzeniu się bliżej badaniom empirycznym modelu JCDS, okazało się, że nie testują wszystkie tej samej hipotezy. Przyjmują dwa odrębne punkty widzenia, co może być jedną z przyczyn krytyki modelu. Można wyodrębnić dwie hipotezy centralne, formułowane w większości badań. Hipoteza napięcia zadaje pytanie czy pracownicy w sytuacji wysokiego napięcia (wysokie wymagania-niska kontrola) doświadczają najgorszych negatywnych efektów psychologicznych. Hipoteza pośrednicząca dotyczy interakcji między wymaganiami a kontrolą, wskazującej na pośredniczący efekt kontroli wobec negatywnego wpływu wymagań na psychologiczne samopoczucie. W przypadku modelu JCDS wystarczy je odpowiednio zmodyfikować, np. hipoteza pośrednicząca w tym przypadku dotyczy pośredniczącego efektu wsparcia wobec negatywnych skutków psychologicznych napięcia, a druga hipoteza nazywa się hipotezą izo-napięcia.

## Metody pomiaru
Jednym z możliwych instrumentów pomiaru wymiarów modelu DCS jest Kwestionariusz Job Content Questionnaire (JCQ). To narzędzie samoopisowe zaprojektowane przez Karaska i in. do mierzenia społecznych i psychologicznych aspektów pracy zawodowej. Powstał w oparciu o 26 pytań zapożyczonych z Quality of Employment Survey (QES). W swojej pełnej, zalecanej wersji składa się z 49 pytań i następujących skal: swoboda decyzji, wymagania psychologiczne, wsparcie społeczne, wymagania fizyczne i niepewność pracy. Pierwsze trzy mierzą konfigurację modelu: wysokie wymagania-niska kontrola-niskie wsparcie. Wszystkie skale zawierają od 2 do 6 podskal, z tego względu można ich użyć do sprawdzania hipotez n.t. aktywacji, motywacji pracownika czy satysfakcji z pracy oraz innych specyficznych jej aspektów. Kwestionariusz używa prostych pytań, by zminimalizować efekt subiektywnych percepcji na rzetelność obiektywność wyników i zapewnić możliwość udzielenia odpowiedzi ludziom o różnym poziomie edukacji. Konstruowano go z myślą, że odpowiadający powinien zadawać relację ze swojej pracy, a nie ją oceniać. Przykładowo stwierdzenie: "presja czasu to dla mnie zbyt wiele" może być zastąpione "mój zawód wymaga ode mnie szybkiej pracy". Narzędzie jest wykorzystywane do szeroko zakrojonych badań warunków pracy w Stanach Zjednoczonych, Kanadzie, Europie czy Japonii.
JCQ nie znajduje się w domenie publicznej, ale twórcy udostępniają go badaczom, którzy o to poproszą i poprą swoją prośbę odpowiednią dokumentacją. Jedynie osoby prowadzące badania wykorzystujące próbę większą niż 750 uczestników muszą uiścić opłatę za uzyskanie narzędzia. Kwestionariusz został przetłumaczony na ponad 20 języków za pomocą procedury tłumaczenia wstecznego i posiada także polską wersję.
Żołnierczyk-Zreda i Bedyńska przeprowadziły na próbie 2626 osób badanie sprawdzające psychometryczne właściwości 29 pytań polskiego JCQ. Skale wykazały akceptowalną rzetelność oraz trafność prognostyczną. Autorki wnioskują, że polska wersja 29 pozycyjnego JCQ jest wystarczająco rzetelna i trafna by oceniać warunki pracy w polskiej populacji.
W wielu krajach i badaniach nie używa się oryginalnego 49 pozycyjnego JCQ, ale zastępuje się go krótszymi lub podobnymi wersjami. Przykłady obejmują: The Leiden Quality of Work Questionnaire, Swedish Demand–Control–Support Questionnaire, Thorell Questionnaire czy Copenhagen Psychosocial Questionnaire. W Polsce w latach 90. utworzono także podobne narzędzie, składające się z aż 103 pozycji, które trafnie i rzetelnie mierzyło stres związanych z pracą w różnych zawodach.

## Krytyka modelu
Najwięcej danych, na podstawie których można uznać użyteczność wyżej wymienionych modeli, a w szczególności potwierdzających słuszność założenia dotyczącego napięcia, pochodzi z badań prowadzonych na dużych próbach. Jednak nie znajduje empirycznego potwierdzenia drugie założenie, opierające się na tym, że silniejsze reakcje wywołuje połączenie psychologicznych wymagań, swobody podejmowania decyzji oraz wsparcia społecznego. Znacznie częściej obserwuje się odrębne oddziaływanie każdego z tych trzech czynników na zmienne zależne niż ich wzajemne wzmacnianie się, czyli tak zwany "efekt synergii". Zastrzeżenia co do wspomnianego modelu to jego skupianie się na właściwościach sytuacji pracy w oparciu o samoopisowe kwestionariusze. Nie uwzględniono również różnic indywidualnych, takich jak umiejscowienie poczucia kontroli czy style radzenia sobie.